# Laboratorium kosmiczne Columbus

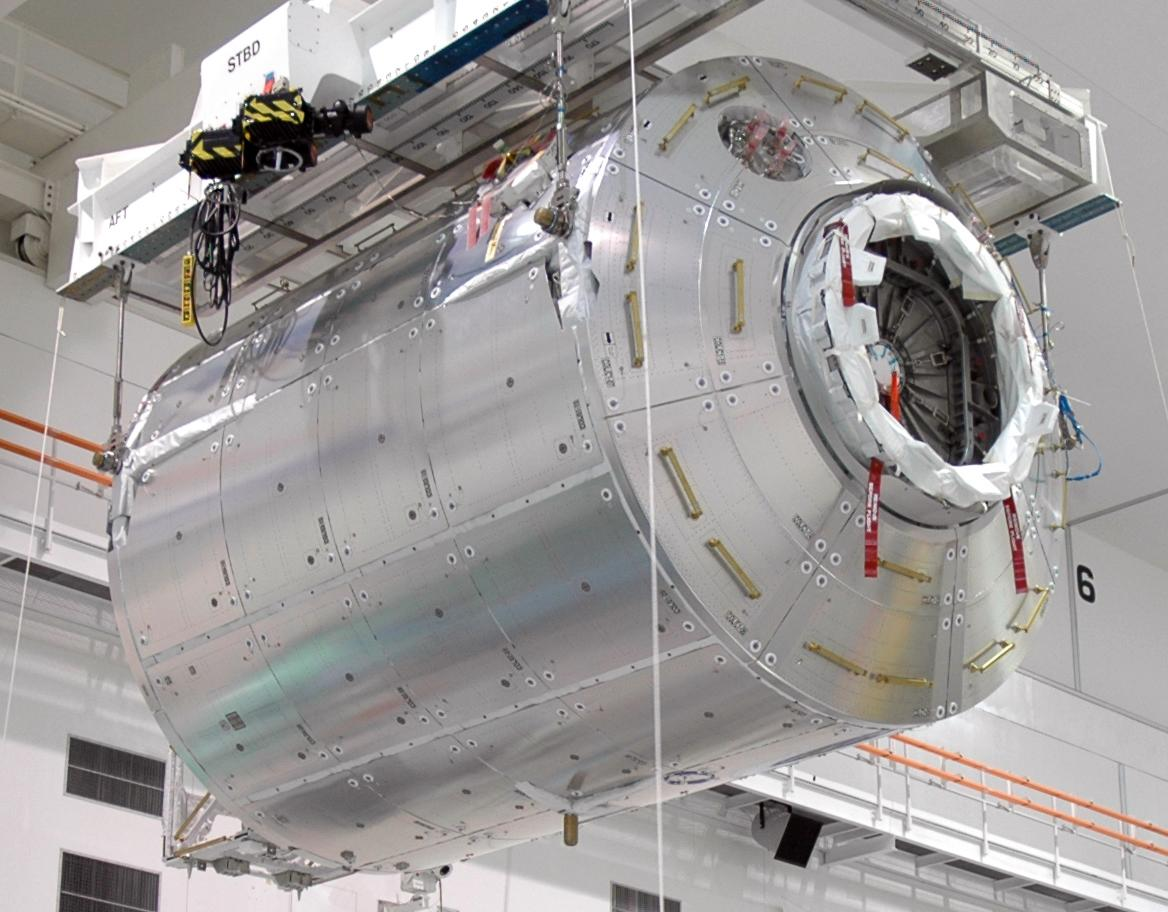
Columbus w Kennedy Space Center (KSC)

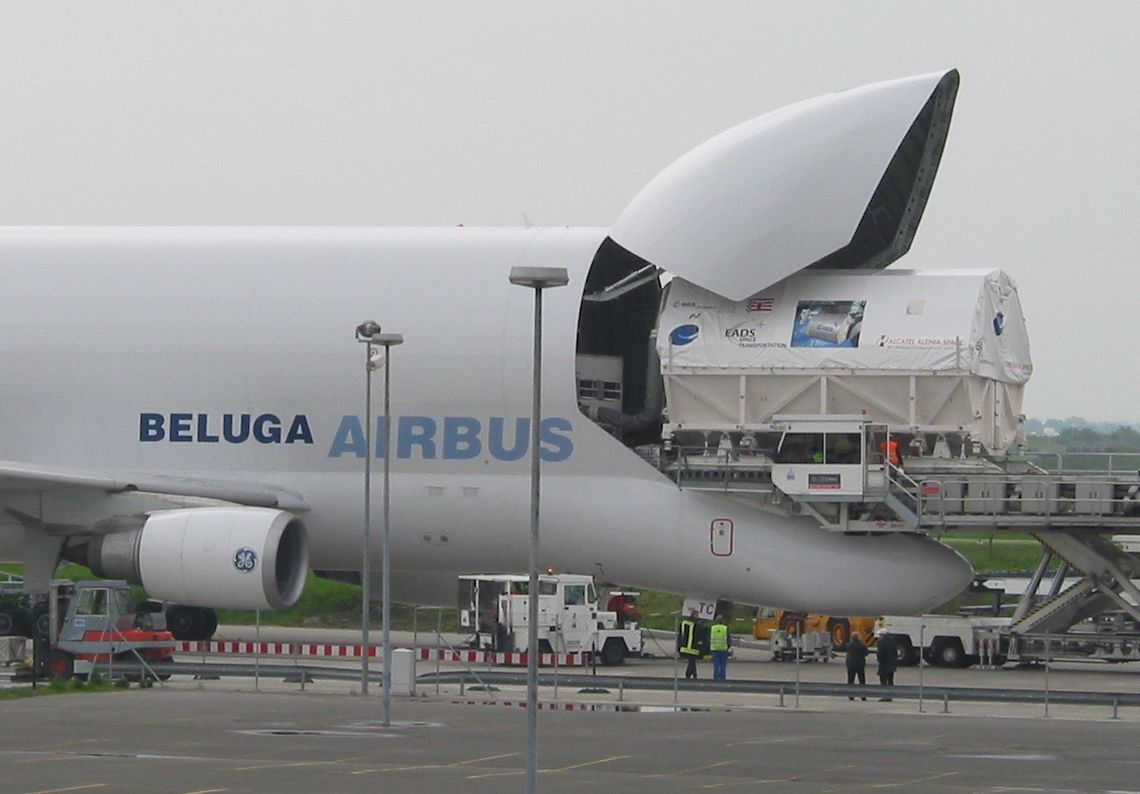
Laboratorium Columbus ładowane na pokład super transportera Beluga na lotnisku w Bremie

Laboratorium kosmiczne Columbus – europejskie laboratorium naukowe przeznaczone dla Międzynarodowej Stacji Kosmicznej (ISS). Pierwotnie miał stanowić główny moduł samodzielnej stacji orbitalnej Columbus planowanej przez ESA.

## Historia
Laboratorium stanowiło pierwotnie część programu Columbus prowadzonego przez ESA i mającego na celu umieszczenie na orbicie samodzielnej stacji załogowej, pozwalającej na prowadzenie doświadczeń naukowych z dziedziny mikrograwitacji. Program realizowany był w latach 1986-1991.
Program pierwotnie zakładał konstrukcję i wyniesienie trzech elementów – Man-Tended Free Flyer, hermetyzowanego modułu APM oraz Polar Platform. Stację miały obsługiwać promy Hermes. Program ten został odwołany, natomiast kolejne cięcia funduszy sprawiły, że ostatecznie z programu Columbus został tylko APM. Moduł przemianowano na Columbus i włączono w program budowy ISS, której jest największym samodzielnym europejskim elementem.

## Konstrukcja
Laboratorium zostało skonstruowane w Bremie przez Europejską Agencję Kosmiczną i EADS Space Transportation, jako głównego dostawcę. Moduł lotu, system ochrony przed mikrometeorytami, moduł odpowiadający za temperaturę i kilka innych modułów zostały zbudowane w Turynie w ośrodku Alenia Spazio.
Polskim wkładem w konstrukcję laboratorium są dwie miniaturowe anteny ARISS zaprojektowane przez zespół pod kierownictwem dr. Pawła Kabacika z Politechniki Wrocławskiej.

## Przygotowanie do misji

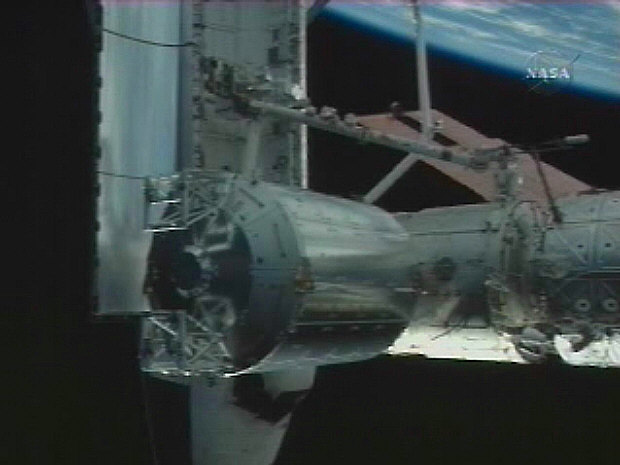
Columbus (na pierwszym planie) w kilka godzin po dołączeniu do ISS. W tle widoczny Atlantis, moduł Harmony (Node 2) oraz laboratorium Destiny (po prawej).

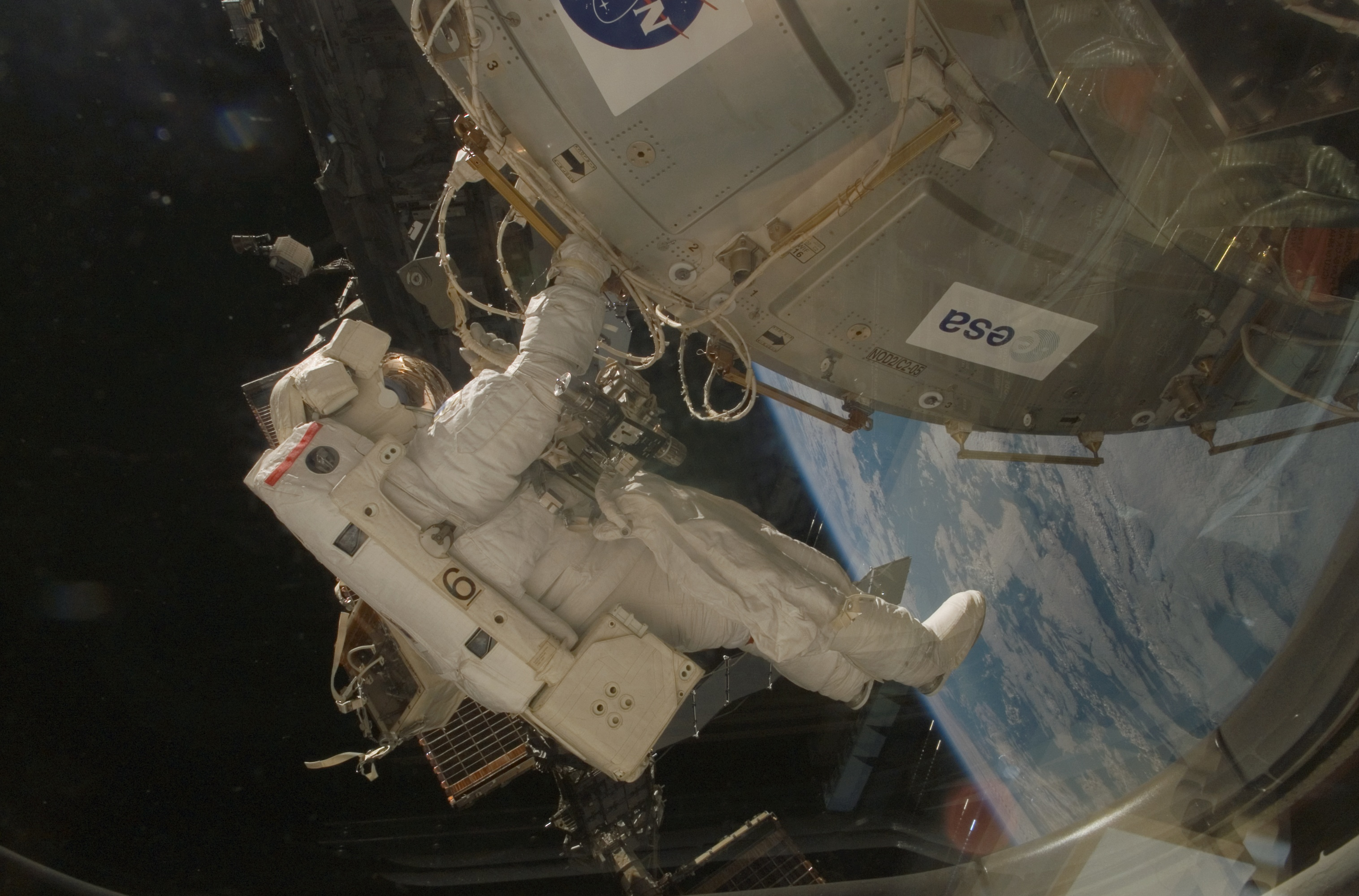
Astronauta Rex Walheim podczas spaceru kosmicznego (EVA) przy Columbusie

Columbusa budowano 10 lat. 27 maja 2006 roku został przetransportowany z Bremy do KSC. 7 lutego 2008 roku moduł został wyniesiony na orbitę w ramach misji STS-122 wahadłowca Atlantis. 11 lutego 2008 roku Columbus został przyłączony do prawoburtowego węzła modułu Harmony.
Prowadzone eksperymenty naukowe obejmują takie pola badań jak biologia roślin, egzobiologia, heliofizyka, fizjologia człowieka oraz fizyka płynów. W późniejszym czasie do stacji ISS doczepiono również japoński moduł naukowy Kibō. Znajduje się on po przeciwnej stronie Node 2 w stosunku do modułu europejskiego.

## Dane techniczne
- Długość: 6,871 m
- Średnica: 4,487 m
- Masa (bez załadunku): 10 300 kg
- Masa (z załadunkiem): 19 300 kg